# Concordia Regio
La Concordia Regio è una struttura geologica della superficie di Titano.
È intitolata alla dea romana Concordia, personificazione dell'unione politica o anche dell'affetto dei parenti e soprattutto dei coniugi.